# Bruntyrann
Bruntyrann (Myiophobus fasciatus) är en fågel i familjen tyranner inom ordningen tättingar.

## Utseende och läte
Bruntyrannen är en liten och som namnet avslöjar mestadels brun tyrann. Karakteristiskt är streckat bröst, beigefärgade vingband och frånvaro av kraftiga ansiktsteckningar. Bland lätena hörs en stigande drill och en klar vissling.

## Utbredning och systematik
Bruntyrann delas in i fem underarter med följande utbredning:
- Myiophobus fasciatus furfurosus – sydvästra Costa Rica och västra Panama, Pearlöarna
- Myiophobus fasciatus fasciatus – östra Ecuador, Anderna i Colombia, Venezuela, Guyanaregionen och norra Brasilien (norra Roraima, Amapá)
- Myiophobus fasciatus saturatus – östra Peru (San Martín till centrala Cusco)
- Myiophobus fasciatus auriceps – sydöstra Peru (Cusco) till norra Bolivia, norra Argentina och västra Paraguay
- Myiophobus fasciatus flammiceps – östra Brasilien (östra Pará) till Uruguay, östra Paraguay och nordöstra Argentina

Tidigare inkluderades kusttyrann (M. rufescens) och ecuadortyrann (M. crypterythrus) i arten, men dessa urskildes 2016 som egna arter av BirdLife International, 2022 av tongivande eBird/Clements och 2023 av International Ornithological Congress.

## Levandssätt
Bruntyrannen hittas i öppna skogsområden och skogsbryn. Den ses vanligen enstaka eller i par, ofta tystlåtet sittande lågt.

## Status och hot
Arten har ett stort utbredningsområde och tros öka i antal. Internationella naturvårdsunionen IUCN listar den därför som livskraftig (LC).

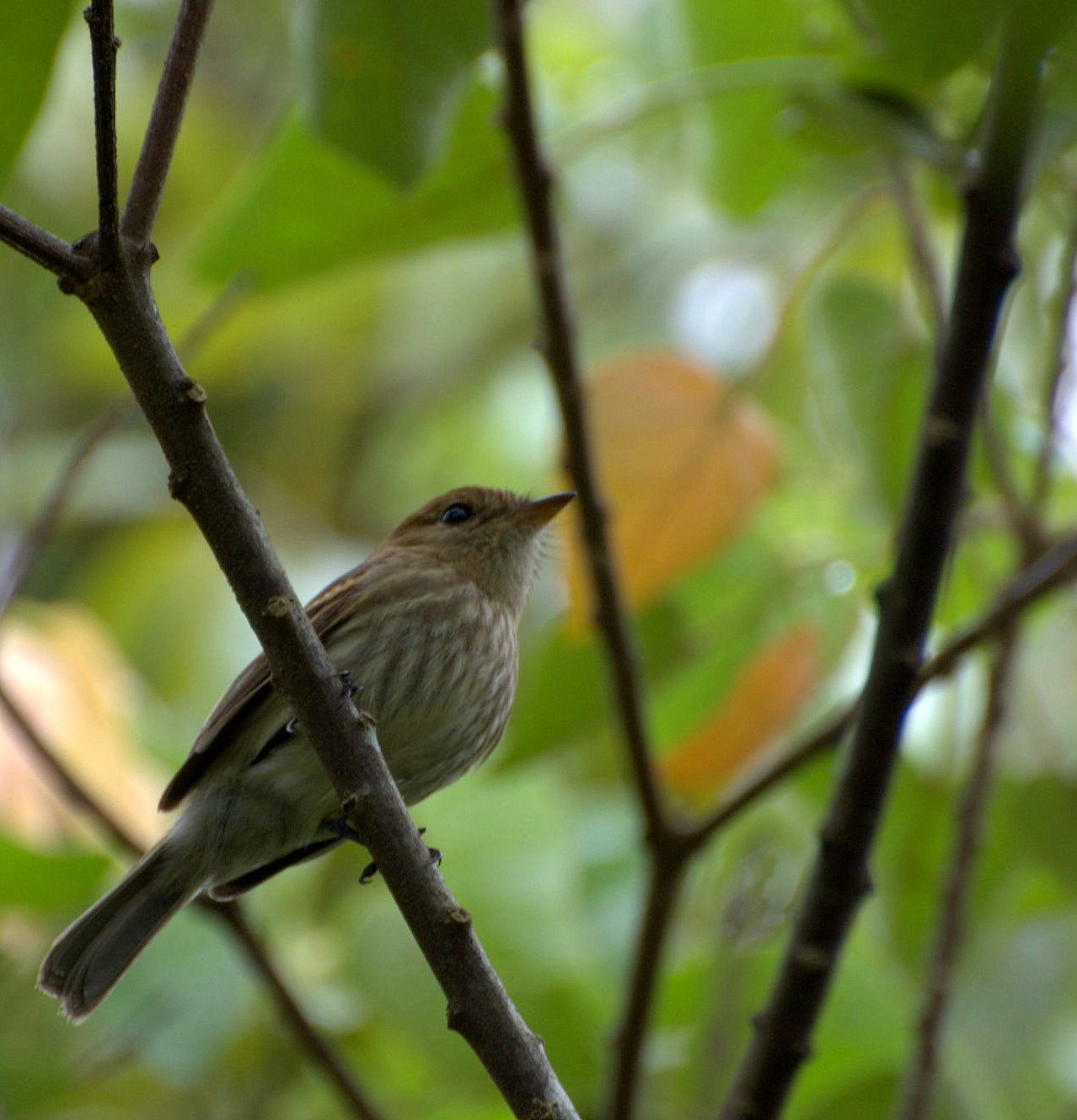